# Sel raffiné

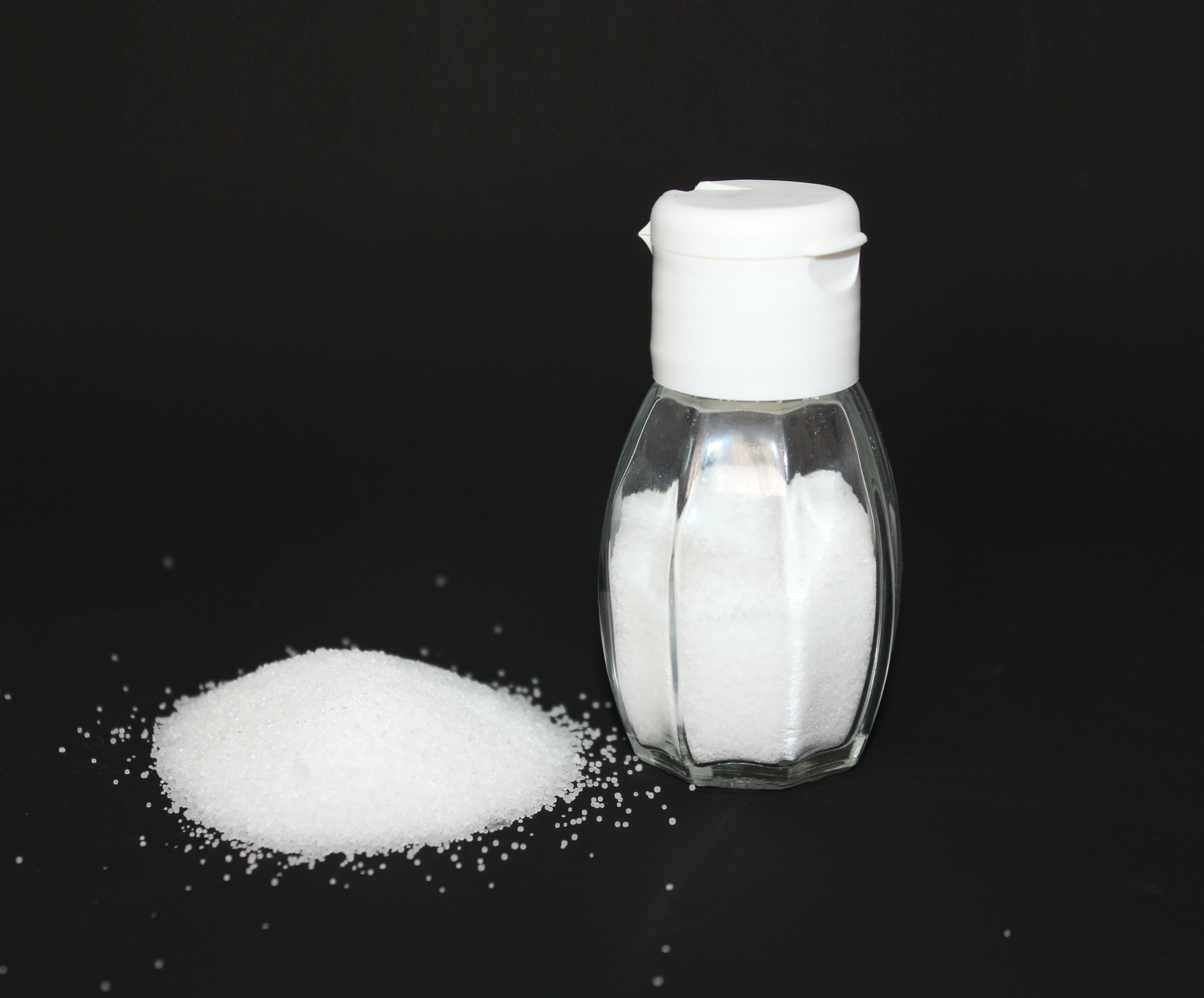
Sel fin raffiné.

Le sel raffiné est un sel obtenu par raffinage, c'est-à-dire par purification. Il est pur à plus de 99,9 % en NaCl. Le raffinage produit un sel de couleur blanche pure. Il est alors saupoudrable et sa conservation est optimisée. Mais il est dépourvu des oligoéléments retrouvés dans le sel non raffiné. En alimentation, le sel raffiné est la forme la plus courante d'usage du sel alimentaire. Le sel raffiné est aussi très largement utilisé en industrie, où il représente 93 % de la destination de la production.

## Applications
Outre l'usage alimentaire comme additif et exhausteur de goût, les applications industrielles du sel raffiné sont l'emploi pour la fabrication du papier, le réglage de la teinte des textiles et des tissus, la production de savons et de détergents, les adoucisseurs d'eau.

## Préparation

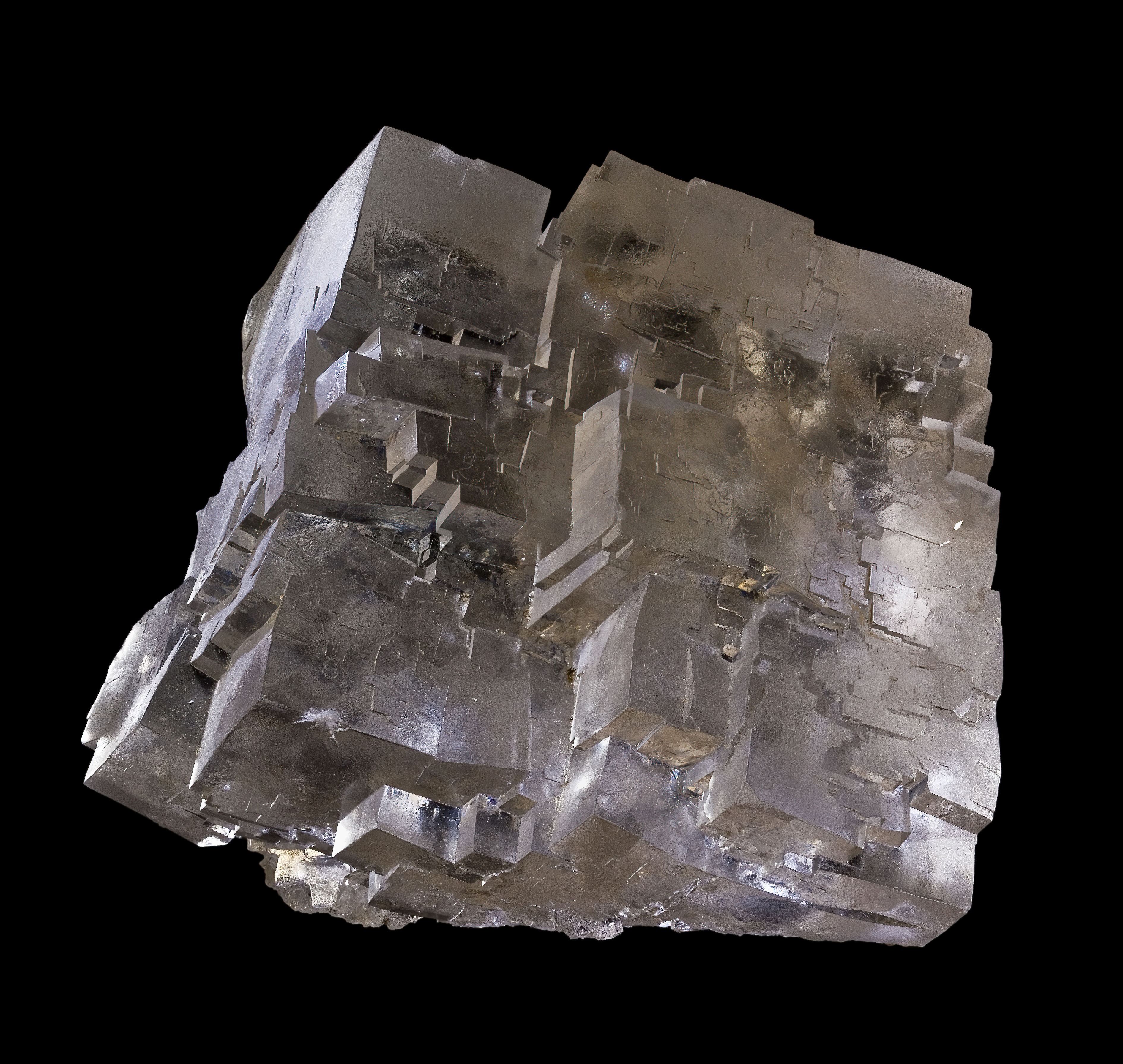
Sel gemme.

Le sel raffiné est préparé essentiellement à partir de sel gemme qui provient des mines de sel. Le sel brut est soit extrait de la mine sous forme de minerais (mine de sel de Varangéville), soit récupéré sous forme liquide après dissolution du minerai par de l'eau pressurisée qui est injectée dans les couches profondes de sel gemme. Dans ce cas, le sel dissous qui est collecté à la surface est une saumure concentrée.

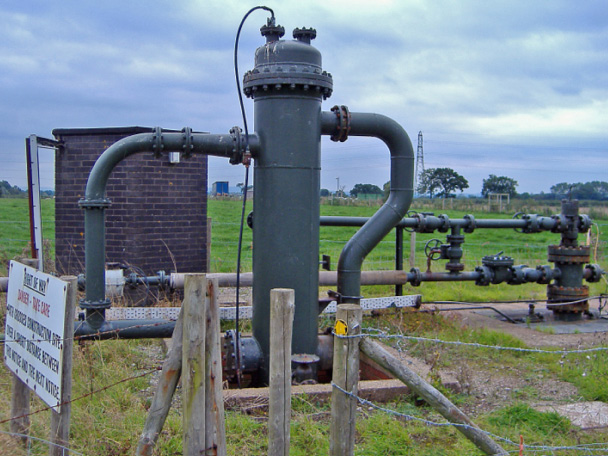
Station de pompage de saumure (Warmingham - Angleterre). Roches salines du Trias.

Le sel est ensuite raffiné à la saline pour améliorer sa pureté (la pureté du sel gemme est de 92 à 94 % seulement).
Le raffinage comporte donc une phase de dissolution (s'il provient du minerai) puis une épuration, une concentration de la saumure avec recristallisation et enfin un séchage suivi d'un tamisage.

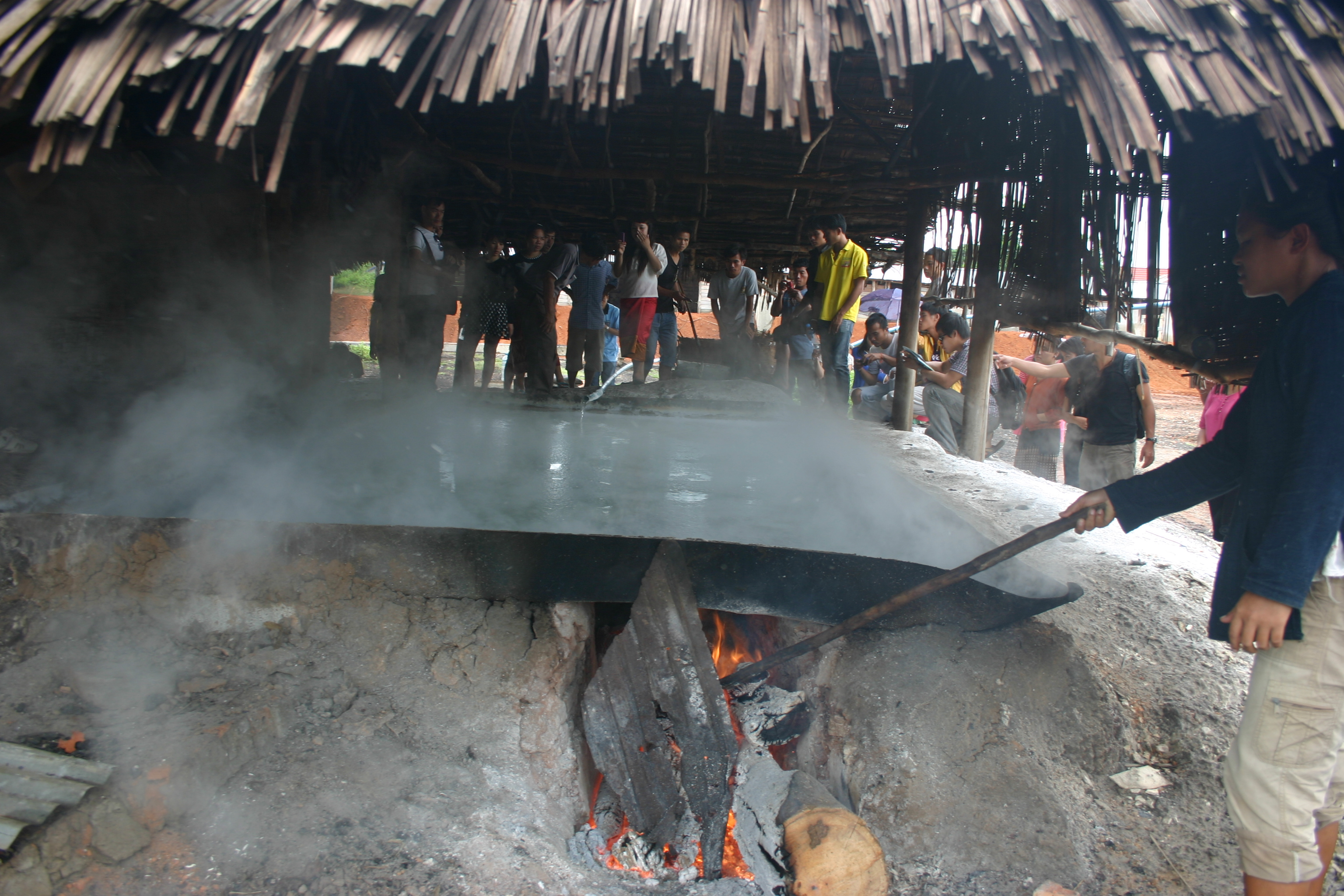
Production artisanale de sel ignigène (Laos).

On parle de sel « ignigène » pour ce type sel, obtenu avec utilisation de la chaleur. Depuis le néolithique, l’eau de mer ou la saumure provenant de sources salées était ainsi mise à cuire dans des récipients placés sur un foyer, d’où le qualificatif « ignigène » (d’ignis, le feu).
Durant l'épuration, la solution de saumure est traitée par ajout d'additifs (chaulage, carbonatation et alcalinisation à la soude) qui précipitent les impuretés devenues insolubles (formation de précipitats de sels de magnésium et de calcium, c'est-à-dire du gypse). Des étapes multiples d'évaporation (évaporation avec recompression mécanique de la vapeur) permettent alors de produire des cristaux purs de chlorure de sodium, qui sont ensuite essorés dans des centrifugeuses. Le sel contient alors 2 % d'humidité résiduelle.
À cette étape, des adjuvants peuvent être ajoutés au sel avant séchage au four, en autoclave ou en séchoir à air chaud. Le sel produit est ensuite tamisé ou broyé avant d'être ensaché ou livré en vrac.
Par compaction, on peut aussi obtenir des pastilles, des berlingots ou des pierres à lécher pour le bétail.

## Adjuvants

### Pour la consommation humaine

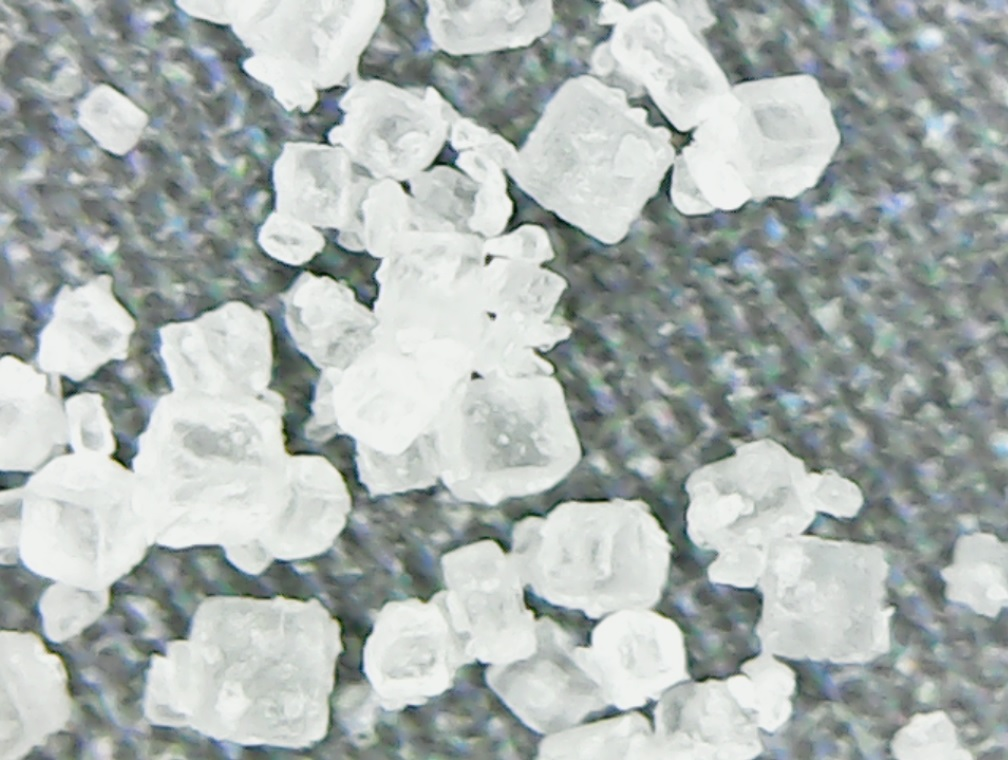
Cristaux de sel raffiné vus au microscope.

Des agents anti-agglomérants et de l'iodure de potassium (pour le sel iodé) ou des composés fluorés sont généralement ajoutés avant la phase de séchage au sel raffiné.
Les anti-agglomérants sont des produits chimiques hygroscopiques qui absorbent l'humidité et évitent le colmatage des cristaux de sel. Les agents anti-agglomérants utilisés sont le ferronitrile de sodium (E535), le phosphate, les carbonates de calcium ou de magnésium, les sels d'acide gras (sels acides), l'oxyde de magnésium, le dioxyde de silicium, l'aluminosilicate de sodium (en) et le silicate tricalcique d'alumino-calcium. Des inquiétudes ont été soulevées concernant les effets toxiques possibles de l'aluminium dans les deux derniers composés, comme l'explique le documentaire Aluminium, notre poison quotidien réalisé en 2011 par Valérie Rouvière. Cependant, l'Union européenne et les États-Unis permettent leur utilisation en quantités limitées. Le sel de raffinage est alors prêt pour l'emballage et la distribution.
De plus, depuis quelques années les industriels du secteur enrichissent ou complètent leur sel avec de l'iode (iodure de potassium) et du fluor. L'iode sert à combattre les goitres et à diminuer le crétinisme, le fluor contribue à prémunir des caries en renforçant l'émail. Toutefois, l'excès d'iode et de fluor conduit aussi à de graves maladies.
Le sel iodé de table a permis de réduire les insuffisances d'iode dans les pays où il est employé. L'iode est important pour empêcher la production insuffisante des hormones thyroïdiennes (hypothyroïdisme), qui peuvent causer le goitre, le crétinisme chez les enfants, et le myxœdème chez les adultes.